# Vittorio Caporale
Vittorio Caporale (Moimacco, 25 febbraio 1947) è un ex calciatore italiano, di ruolo difensore.
Campione d'Italia nel 1976 con la maglia del Torino, era soprannominato Caporalbauer, paragonandolo al campione tedesco Franz Beckenbauer

## Caratteristiche tecniche
Difensore eclettico e valido incontrista, tra le sue doti migliori vi era il senso della posizione e la capacità di partecipare anche al gioco offensivo.

## Carriera

### Udinese
Crebbe nelle giovanili dell'Udinese, dalle quali venne poi promosso in prima squadra nella stagione 1967-1968. Giocò con i friulani per quattro anni in Serie C, gli ultimi tre campionati da titolare.

### Bologna
Nell'estate 1971 venne acquistato dal Bologna, con il quale esordì in Serie A il 7 novembre in Fiorentina-Bologna (2-1). Alla fine della stagione totalizzò però solo 4 presenze.
La stagione successiva, pur partendo sempre come riserva, raccolse 24 presenze mentre nella stagione 1973-1974 furono 17, più diverse presenze nella Coppa Italia vinta dai felsinei.
Con l'allenatore rossoblù Bruno Pesaola però i rapporti non furono mai buoni, e così nella quarta stagione raccolse appena 9 presenze

### Torino
Il 10 luglio 1975 fu ceduto al Torino, insieme al compagno Eraldo Pecci, in cambio di Angelo Cereser.
In granata partì come jolly difensivo pronto a subentrare ai titolari; esordì alla seconda giornata di campionato da titolare in Torino-Perugia (3-0) in luogo di Nello Santin, infortunato. Disputò una gara esemplare sia in fase difensiva che offensiva e da allora fu sempre titolare tranne in occasione della ventiduesima giornata quando fu costretto a fermarsi per via di una distorsione al ginocchio. A fine stagione il Torino divenne Campione d'Italia 1975-1976.
La stagione successiva si confermò titolare inamovibile nella stagione che vide il Toro piazzarsi al secondo posto in campionato; debuttò anche in Coppa dei Campioni il 15 settembre 1976 in Torino-Malmö (2-1).
La stagione 1977-1978 fu nuovamente molto positiva, con il 3º posto in campionato e la partecipazione alla Coppa UEFA. Si tolse anche la soddisfazione di segnare il suo primo e unico gol in granata il 12 febbraio 1978 in Torino-Vicenza (2-2).

### Napoli
Il 20 luglio fu ceduto al Napoli.

Caporale (in piedi, secondo da sinistra) nel Napoli del 1979-1980

Sotto la guida di Luís Vinício disputò una stagione da titolare che si concluse con il 6º posto in campionato e la semifinale di Coppa Italia.
La stagione successiva invece fu relegato al ruolo di riserva, collezionando 9 presenze in campionato.
A fine stagione decise di concludere la sua carriera professionistica e tornò a Udine a lavorare nella fabbrica del fratello.

## Statistiche

### Presenze e reti nei club
Statistiche aggiornate all'11 maggio 1980.
| Stagione        | Squadra         | Campionato      | Campionato | Campionato | Coppe nazionali | Coppe nazionali | Coppe nazionali | Coppe europee | Coppe europee | Coppe europee | Altre coppe | Altre coppe | Altre coppe | Totale | Totale |
| Stagione        | Squadra         | Comp            | Pres       | Reti       | Comp            | Pres            | Reti            | Comp          | Pres          | Reti          | Comp        | Pres        | Reti        | Pres   | Reti   |
| --------------- | --------------- | --------------- | ---------- | ---------- | --------------- | --------------- | --------------- | ------------- | ------------- | ------------- | ----------- | ----------- | ----------- | ------ | ------ |
| 1967-1968       | Udinese         | C               | 16         | 1          | -               | -               | -               | -             | -             | -             | -           | -           | -           | 16     | 1      |
| 1968-1969       | Udinese         | C               | 32         | 2          | -               | -               | -               | -             | -             | -             | -           | -           | -           | 32     | 2      |
| 1969-1970       | Udinese         | C               | 33         | 0          | -               | -               | -               | -             | -             | -             | -           | -           | -           | 33     | 0      |
| 1970-1971       | Udinese         | C               | 34         | 1          | -               | -               | -               | -             | -             | -             | -           | -           | -           | 34     | 1      |
| Totale Udinese  | Totale Udinese  | Totale Udinese  | 115        | 4          |                 |                 |                 |               |               |               |             |             |             | 115    | 4      |
| 1971-1972       | Bologna         | A               | 4          | 0          | CI              | ?               | ?               | CU            | ?             | ?             | -           | -           | -           | 4+?    | ?      |
| 1972-1973       | Bologna         | A               | 24         | 0          | CI              | ?               | ?               | CM            | ?             | ?             | -           | -           | -           | 24+?   | ?      |
| 1973-1974       | Bologna         | A               | 17         | 0          | CI              | ?               | ?               | -             | -             | 0             | -           | -           | -           | 17+?   | ?      |
| 1974-1975       | Bologna         | A               | 9          | 0          | CI              | ?               | ?               | CdC           | ?             | ?             | -           | -           | -           | 9+?    | ?      |
| Totale Bologna  | Totale Bologna  | Totale Bologna  | 54         | 0          |                 | ?               | ?               |               | ?             | ?             |             |             |             | 54+?   | ?      |
| 1975-1976       | Torino          | A               | 28         | 0          | CI              | 0               | 0               | -             | -             | -             | -           | -           | -           | 28     | 0      |
| 1976-1977       | Torino          | A               | 28         | 0          | CI              | 3               | 0               | CC            | 4             | 0             | -           | -           | -           | 35     | 0      |
| 1977-1978       | Torino          | A               | 25         | 1          | CI              | 3               | 0               | CU            | 4             | 0             | -           | -           | -           | 32     | 1      |
| Totale Torino   | Totale Torino   | Totale Torino   | 81         | 1          |                 | 6               | 0               |               | 8             | 0             |             |             |             | 95     | 1      |
| 1978-1979       | Napoli          | A               | 29         | 0          | CI              | 8               | 0               | CU            | 2             | 0             | -           | -           | -           | 39     | 0      |
| 1979-1980       | Napoli          | A               | 9          | 0          | CI              | 4               | 0               | CU            | 3             | 0             | -           | -           | -           | 16     | 0      |
| Totale Napoli   | Totale Napoli   | Totale Napoli   | 38         | 0          |                 | 12              | 0               |               | 5             | 0             |             |             |             | 55     | 0      |
| Totale carriera | Totale carriera | Totale carriera | 288        | 5          |                 | 18+?            | ?               |               | 13+?          | 0+?           |             |             |             | 319+?  | 5+?    |

## Palmarès
- Coppa Italia: 1

Bologna: 1973-1974
- Campionato italiano: 1

Torino: 1975-1976